# Beşiktaş Jimnastik Kulübü 2014-2015 (pallavolo femminile)
Questa voce raccoglie le informazioni riguardanti la Beşiktaş Jimnastik Kulübü nella stagione 2014-2015.

## Organigramma societario
Area direttiva
- Presidente: Yıldırım Demirören

Area tecnica
- Allenatore: Adnan Kıstak (fino al 24 gennaio 2015), Erkan Kayacan
- Assistente allenatore: Burçin Kundak
- Statistico: Sefa Gökburun

## Rosa
| N° | Nome                | Ruolo | Data di nascita   | Nazionalità sportiva |
| -- | ------------------- | ----- | ----------------- | -------------------- |
| 1  | Pelin Çelik         | P     | 23 maggio 1982    | Turchia              |
| 2  | Sinem Yıldız        | C     | 12 aprile 1986    | Turchia              |
| 3  | Dilara Dağyar       | C     | 7 febbraio 1990   | Turchia              |
| 4  | Melike Çınar        | L     | 9 gennaio 1994    | Turchia              |
| 4  | Ana Starčević       | S     | 24 marzo 1986     | Croazia              |
| 5  | Elif Onur           | S     | 20 dicembre 1989  | Turchia              |
| 6  | Gabriela Koeva      | C     | 25 luglio 1989    | Bulgaria             |
| 7  | Vesna Čitaković     | C     | 3 febbraio 1979   | Serbia               |
| 7  | Natal'ja Beljaeva   | S     | 23 giugno 1975    | Turchia              |
| 8  | Nilay Konar         | C     | 30 agosto 1980    | Turchia              |
| 8  | Cansu Çetin         | S     | 23 maggio 1993    | Turchia              |
| 9  | Ayça İhtiyaroğlu    | L     | 13 agosto 1984    | Turchia              |
| 10 | Seda Türkkan        | P     | 12 giugno 1984    | Turchia              |
| 11 | Miniriye Vatansever | S     | 3 novembre 1985   | Turchia              |
| 12 | Cansu Özbay         | P     | 17 ottobre 1996   | Turchia              |
| 13 | Selime Ilyasoǧlu    | S     | 18 novembre 1988  | Turchia              |
| 14 | Seray Altay         | O     | 25 agosto 1987    | Turchia              |
| 15 | Sanja Starović      | O     | 25 marzo 1983     | Serbia               |
| 15 | Nazlı Alkan         | O     | 12 settembre 1992 | Turchia              |
| 17 | Gina Mambrú         | O     | 21 gennaio 1986   | Rep. Dominicana      |
| 18 | Lynda Morales       | C     | 20 maggio 1988    | Porto Rico           |

## Mercato
| Acquisti | Acquisti            | Acquisti            | Acquisti   |
| R.       | Nome                | da                  | Modalità   |
| -------- | ------------------- | ------------------- | ---------- |
| P        | Pelin Çelik         | Çanakkale           | definitivo |
| C        | Sinem Yıldız        | Galatasaray         | definitivo |
| C        | Dilara Dağyar       | ?                   | definitivo |
| L        | Melike Çınar        | giovanili           | definitivo |
| S        | Elif Onur           | Fenerbahçe          | definitivo |
| C        | Vesna Čitaković     | Çanakkale           | definitivo |
| S        | Cansu Çetin         | Eczacıbaşı          | prestito   |
| S        | Miniriye Vatansever | Ereğli              | definitivo |
| P        | Cansu Özbay         | Arkas               | definitivo |
| O        | Seray Altay         | Yeşilyurt           | definitivo |
| O        | Sanja Starović      | Rabitə Baku         | definitivo |
| O        | Nazlı Alkan         | Arkas               | definitivo |
| C        | Lynda Morales       | Mets de Guaynabo    | prestito   |
| O        | Gina Mambrú         | Lancheras de Cataño | definitivo |
| S        | Ana Starčević       | Branik              | definitivo |

| Cessioni | Cessioni        | Cessioni     | Cessioni   |
| R.       | Nome            | a            | Modalità   |
| -------- | --------------- | ------------ | ---------- |
| O        | Maryna Tumas    | Karşıyaka    | definitivo |
| L        | Necla Döner     | ?            | definitivo |
| P        | Seda Uslu       | Bursa BB     | definitivo |
| L        | Dilek Kınık     | Nilüfer      | definitivo |
| C        | Tülin Altıntaş  | Balıkesir BB | definitivo |
| S        | Yamila Nizetich | Nilüfer      | definitivo |
| O        | Ceyda Aktaş     | Çanakkale    | definitivo |
| C        | Dicle Babat     | Fenerbahçe   | definitivo |
| C        | Vesna Čitaković | -            | svincolata |
| L        | Melike Çınar    | ?            | definitivo |
| O        | Sanja Starović  | -            | svincolata |
| P        | Cansu Özbay     | Nilüfer      | prestito   |

## Risultati

### Voleybol 1. Ligi

#### Regular season

##### Andata
| 1ª giornata - 25 ottobre 2014 BJK Akatlar Arena, Istanbul                    | Beşiktaş    | 1 - 3 | Çanakkale   | 25-20, 26-28, 23-25, 17-25        |
| 2ª giornata - 1 novembre 2014 Bahçeköy Orman Fakültesi Spor Salonu, Istanbul | Sarıyer     | 3 - 1 | Beşiktaş    | 25-17, 14-25, 25-14, 25-22        |
| 3ª giornata - 4 novembre 2014 BJK Akatlar Arena, Istanbul                    | Beşiktaş    | 1 - 3 | Galatasaray | 20-25, 25-23, 15-25, 20-25        |
| 4ª giornata - 8 novembre 2014 Trabzon 19 Mayıs Spor Salonu, Trebisonda       | İdman Ocağı | 3 - 0 | Beşiktaş    | 25-13, 25-23, 25-17               |
| 5ª giornata - 16 novembre 2014 BJK Akatlar Arena, Istanbul                   | Beşiktaş    | 1 - 3 | Bursa BB    | 20-25, 25-23, 11-25, 19-25        |
| 6ª giornata - 21 novembre 2014 Eczacıbaşı Spor Salonu, Istanbul              | Eczacıbaşı  | 3 - 0 | Beşiktaş    | 25-13, 25-18, 28-26               |
| 7ª giornata - 30 novembre 2014 BJK Akatlar Arena, Istanbul                   | Beşiktaş    | 0 - 3 | VakıfBank   | 15-25, 18-25, 16-25               |
| 8ª giornata - 2 dicembre 2014 Başkent Voleybol Salonu, Ankara                | İlbank      | 2 - 3 | Beşiktaş    | 22-25, 25-22, 25-21, 21-25, 13-15 |
| 9ª giornata - 6 dicembre 2014 BJK Akatlar Arena, Istanbul                    | Beşiktaş    | 3 - 0 | Yeşilyurt   | 25-13, 25-13, 25-22               |
| 10ª giornata - 13 dicembre 2014 Burhan Felek Spor Salonu, Istanbul           | Fenerbahçe  | 3 - 1 | Beşiktaş    | 18-25, 25-20, 25-14, 25-14        |
| 11ª giornata - 20 dicembre 2014 Cengiz Göllü Kapalı Spor Salonu, Bursa       | Nilüfer     | 3 - 1 | Beşiktaş    | 25-23, 25-19, 21-25, 25-22        |

##### Ritorno
| 12ª giornata - 14 gennaio 2015 Anafartalar Spor Salonu, Çanakkale     | Çanakkale   | 3 - 1 | Beşiktaş    | 25-13, 19-25, 28-26, 25-11        |
| 13ª giornata - 18 gennaio 2015 BJK Akatlar Arena, Istanbul            | Beşiktaş    | 2 - 3 | Sarıyer     | 22-25, 25-23, 23-25, 25-21, 10-15 |
| 14ª giornata - 25 gennaio 2015 Burhan Felek Spor Salonu, Istanbul     | Galatasaray | 3 - 2 | Beşiktaş    | 22-25, 27-25, 25-23, 23-25, 15-10 |
| 15ª giornata - 31 gennaio 2015 BJK Akatlar Arena, Istanbul            | Beşiktaş    | 3 - 2 | İdman Ocağı | 25-19, 26-28, 25-21, 18-25, 15-9  |
| 16ª giornata - 8 febbraio 2015 Cengiz Göllü Kapalı Spor Salonu, Bursa | Bursa BB    | 3 - 0 | Beşiktaş    | 25-15, 28-26, 25-12               |
| 17ª giornata - 14 febbraio 2015 BJK Akatlar Arena, Istanbul           | Beşiktaş    | 0 - 3 | Eczacıbaşı  | 17-25, 19-25, 19-25               |
| 18ª giornata - 22 febbraio 2015 Burhan Felek Spor Salonu, Istanbul    | VakıfBank   | 3 - 0 | Beşiktaş    | 25-18, 25-14, 25-19               |
| 19ª giornata - 1 marzo 2015 BJK Akatlar Arena, Istanbul               | Beşiktaş    | 0 - 3 | İlbank      | 21-25, 25-27, 10-25               |
| 20ª giornata - 8 marzo 2015 Yeşilyurt Spor Salonu, Istanbul           | Yeşilyurt   | 0 - 3 | Beşiktaş    | 17-25, 16-25, 8-25                |
| 21ª giornata - 15 marzo 2015 BJK Akatlar Arena, Istanbul              | Beşiktaş    | 0 - 3 | Fenerbahçe  | 27-29, 21-25, 16-25               |
| 22ª giornata - 22 marzo 2015 BJK Akatlar Arena, Istanbul              | Beşiktaş    | 2 - 3 | Nilüfer     | 23-25, 25-14, 18-25, 25-17, 8-15  |

#### Play-out
| 1ª giornata - 27 marzo 2015 Sakarya Spor Salonu, Sakarya           | İlbank    | 3 - 0 | Beşiktaş  | 25-20, 25-23, 25-20        |
| 2ª giornata - 28 marzo 2015 Sakarya Spor Salonu, Sakarya           | Beşiktaş  | 1 - 3 | Çanakkale | 18-25, 25-23, 20-25, 22-25 |
| 3ª giornata - 29 marzo 2015 Sakarya Spor Salonu, Sakarya           | Beşiktaş  | 3 - 0 | Yeşilyurt | 25-17, 25-15, 25-19        |
| 4ª giornata - 3 aprile 2015 Cengiz Göllü Kapalı Spor Salonu, Bursa | Yeşilyurt | 0 - 3 | Beşiktaş  | 12-25, 23-25, 18-25        |
| 5ª giornata - 4 aprile 2015 Cengiz Göllü Kapalı Spor Salonu, Bursa | Çanakkale | 3 - 1 | Beşiktaş  | 25-21, 21-25, 25-13, 25-21 |
| 6ª giornata - 5 aprile 2015 Cengiz Göllü Kapalı Spor Salonu, Bursa | Beşiktaş  | 0 - 3 | İlbank    | 22-25, 17-25, 21-25        |

### Coppa di Turchia

#### Fase a eliminazione diretta
| Quarti di finale (andata) - 19 novembre 2014 BJK Akatlar Arena, Istanbul         | Beşiktaş  | 0 - 3 | VakıfBank | 15-25, 20-25, 19-25 |
| Quarti di finale (ritorno) - 26 febbraio 2015 Burhan Felek Spor Salonu, Istanbul | VakıfBank | 3 - 0 | Beşiktaş  | 25-13, 25-11, 25-17 |

## Statistiche

### Statistiche di squadra
| Competizione     | Punti | In casa | In casa | In casa | In trasferta | In trasferta | In trasferta | Totale | Totale | Totale |
| Competizione     | Punti | G       | V       | P       | G            | V            | P            | G      | V      | P      |
| ---------------- | ----- | ------- | ------- | ------- | ------------ | ------------ | ------------ | ------ | ------ | ------ |
| Voleybol 1. Ligi | 15,3  | 11      | 2       | 9       | 11           | 2            | 9            | 28     | 6      | 22     |
| Coppa di Turchia | -     | 1       | 0       | 1       | 1            | 0            | 1            | 2      | 0      | 2      |
| Totale           | -     | 12      | 2       | 10      | 12           | 2            | 10           | 30     | 6      | 24     |

G = partite giocate; V = partite vinte; P = partite perse

### Statistiche dei giocatori
| Giocatore      | Campionato | Campionato | Campionato | Campionato | Campionato | Coppa di Turchia | Coppa di Turchia | Coppa di Turchia | Coppa di Turchia | Coppa di Turchia | Totale | Totale | Totale | Totale | Totale |
| Giocatore      | P          | PT         | AV         | MV         | BV         | P                | PT               | AV               | MV               | BV               | P      | PT     | AV     | MV     | BV     |
| -------------- | ---------- | ---------- | ---------- | ---------- | ---------- | ---------------- | ---------------- | ---------------- | ---------------- | ---------------- | ------ | ------ | ------ | ------ | ------ |
| N. Alkan       | 12         | 30         | 26         | 3          | 1          | 2                | 7                | 5                | 1                | 1                | 14     | 37     | 31     | 4      | 2      |
| S. Altay       | 12         | 67         | 55         | 7          | 5          | 1                | 9                | 9                | 0                | 0                | 13     | 76     | 64     | 7      | 5      |
| N. Beljaeva    | 15         | 55         | 48         | 3          | 4          | 1                | 1                | 1                | 0                | 0                | 16     | 56     | 49     | 3      | 4      |
| P. Çelik       | 24         | 25         | 13         | 6          | 6          | 1                | 0                | 0                | 0                | 0                | 25     | 25     | 13     | 6      | 6      |
| C. Çetin       | 24         | 61         | 49         | 2          | 10         | 2                | 10               | 8                | 0                | 2                | 26     | 71     | 57     | 2      | 12     |
| M. Çınar       | 0          | 0          | 0          | 0          | 0          | 0                | 0                | 0                | 0                | 0                | 0      | 0      | 0      | 0      | 0      |
| V. Čitaković   | -          | -          | -          | -          | -          | -                | -                | -                | -                | -                | -      | -      | -      | -      | -      |
| D. Dağyar      | 11         | 35         | 22         | 10         | 3          | 2                | 2                | 1                | 0                | 1                | 13     | 37     | 23     | 10     | 4      |
| S. Ilyasoǧlu   | 18         | 177        | 137        | 21         | 19         | 1                | 3                | 2                | 0                | 1                | 19     | 180    | 139    | 21     | 20     |
| A. İhtiyaroğlu | 27         | 1          | 0          | 1          | 0          | 2                | 0                | 0                | 0                | 0                | 29     | 1      | 0      | 1      | 0      |
| G. Koeva       | 19         | 160        | 93         | 47         | 20         | 1                | 3                | 3                | 0                | 0                | 20     | 163    | 96     | 47     | 20     |
| N. Konar       | -          | -          | -          | -          | -          | -                | -                | -                | -                | -                | -      | -      | -      | -      | -      |
| G. Mambrú      | 16         | 163        | 133        | 8          | 22         | -                | -                | -                | -                | -                | 16     | 163    | 133    | 8      | 22     |
| L. Morales     | 11         | 86         | 40         | 31         | 15         | 1                | 5                | 3                | 1                | 1                | 12     | 91     | 43     | 32     | 16     |
| E. Onur        | 22         | 182        | 152        | 19         | 11         | 2                | 8                | 5                | 1                | 2                | 24     | 190    | 157    | 20     | 13     |
| A. Starčević   | 14         | 196        | 165        | 19         | 10         | 1                | 2                | 2                | 0                | 0                | 15     | 198    | 167    | 19     | 10     |
| S. Starović    | 5          | 50         | 47         | 2          | 1          | 0                | 0                | 0                | 0                | 0                | 5      | 50     | 47     | 2      | 1      |
| S. Türkkan     | 22         | 34         | 14         | 10         | 10         | 2                | 0                | 0                | 0                | 0                | 24     | 34     | 14     | 10     | 10     |
| M. Vatansever  | 15         | 7          | 6          | 0          | 1          | 2                | 0                | 0                | 0                | 0                | 17     | 7      | 6      | 0      | 1      |
| S. Yıldız      | 19         | 105        | 55         | 33         | 17         | 0                | 0                | 0                | 0                | 0                | 19     | 105    | 55     | 33     | 17     |

P = presenze; PT = punti totali; AV = attacchi vincenti; MV = muri vincenti; BV = battute vincenti